# Шагада
Шагада́ — село в Хасавюртовском районе Дагестана.
Образует муниципальное образование село Шагада со статусом сельского поселения как единственный населённый пункт в его составе.

## География
Село расположено на правом берегу реки Акташ, к северу от районного центра города Хасавюрт.
Ближайшие населённые пункты: на севере — село Герменчик, на северо-западе — сёла Камышкутан и Тукита, на юго-западе — сёла Адильотар, Тутлар и Кадыротар, на юго-востоке Сулевкент.

## История
Село образовано в 1957 году как переселенческий населенный пункт для жителей сел Большая (Шуани) и Малая Шагада (Малые Шуани) Ножай-Юртовского района восстановленной ЧИАССР. В свою очередь в Большие и Малые Шуани жители сел были переселены в 1944 году из села Шагада Хунзахского района.

## Население
| 1970  | 1989  | 2002  | 2010 | 2012 | 2013  | 2014  |
| ----- | ----- | ----- | ---- | ---- | ----- | ----- |
| 467   | ↗680  | ↗887  | ↘877 | ↘873 | ↗882  | ↘881  |
| 2015  | 2016  | 2017  | 2018 | 2019 | 2020  | 2021  |
| ↗896  | ↗920  | ↗945  | ↗963 | ↗988 | ↗1009 | ↗1534 |
| 2023  | 2024  | 2025  |      |      |       |       |
| ↗1563 | ↗1585 | ↗1599 |      |      |       |       |